# Eurytoma cynipicola
Eurytoma cynipicola är en stekelart som beskrevs av Zerova 1976. Eurytoma cynipicola ingår i släktet Eurytoma och familjen kragglanssteklar.
Artens utbredningsområde är Tadzjikistan. Inga underarter finns listade i Catalogue of Life.